# 楢山節考 (1983年の映画)
『楢山節考』（ならやまぶしこう）は、1983年製作の日本映画。深沢七郎の同名小説（厳密には『楢山節考』と『東北の神武たち』の2つを原作とする）の2度目の映画化作品。1983年のカンヌ国際映画祭にてパルム・ドールを受賞した。

## 概要
1958年版に続く、同名小説の2度目の映画作品。長野県北安曇郡小谷村の廃村をベースに、オール・ロケで撮影が行われた。（詳細は後述）歌舞伎の用法を取り入れた映画第一作と異なり、よりドラマチックな展開となっている。
1983年のカンヌ国際映画祭ではパルム・ドールに出される。松竹から公開された『戦場のメリークリスマス』がパルム・ドールの有力候補として大きく報道されたのに対し、本映画への関心は低かったが、最終的に『楢山節考』が受賞。大きな反響を浴びた。
キャッチ・コピーは「親を捨てるか、子を捨てられるか。」

## ストーリー
耕地にも気候にも恵まれない山中のとある寒村には、厳然たる3つの掟があった。
「結婚し、子孫を残せるのは長男だけである」
「他家から食料を盗むのは重罪である」
「齢70を迎えた老人は『楢山参り』に出なければならない」。
来年に楢山参りに出る定めの老女・おりんの家では、家族がそれぞれ問題を抱えていた。長男の辰平は去年妻を事故で失い、侘しく鰥夫暮らしをしていた。そんな辰平は母親思いゆえ、とてもおりんを「楢山参り」に出すことはできない。次男の利助は頭が弱くて口臭がひどく、村人から「くされ」と呼ばれ蔑まれている。村の掟で結婚が許されず、家の奴（ヤッコ・下人）として飼い殺しにされる運命の利助は女を知る機会もなく、近所の雌犬を獣姦しては欲求を満たしていた。辰平の息子・けさ吉はおりんの歯が33本あることをからかいながら、村のふしだらな女・松やんと遊びほうけていた。
そんな折、向こう村の若後家・玉やんが、辰平の後妻として家に入る。一方でけさ吉も松やんを妻として家に迎え入れるが、利助は辰平と玉やんの性行為を覗き見てはあらぬ妄想を深めていく。松やんは手癖が悪く、貴重な食料を好きなだけ食い散らかし、挙句は盗み出した馬鈴薯や玉蜀黍を実家へ持ち出していく。松やんはほどなく妊娠し、食糧事情は一層の逼迫が予感された。
家の中には波風が立ち始める中、せめて家族の悩みを解決してから楢山に旅立ちたいと願うおりんだった。そんな中、松やんの実家である「雨屋」が、食料窃盗の咎で村人総出の制裁を受けることになる。

## キャスト
辰平
演 - 緒形拳
45歳。家族思いだが短気な性格で、怒るとすぐに手が出る。その反面、状況によっては及び腰になって消極的な一面も見せる。その性格を30年前に行方不明となった父親に似ていると周囲から指摘されることを極端に嫌がる。
末っ子娘・ゆきを産んだばかりの前妻・たけやんを不慮の事故により亡くすが、ほどなく玉やんと再婚する。家の前に大きな欅の切り株があるため、辰平の一家は周囲から「根っこ」と呼ばれている。
おりん
演 - 坂本スミ子
辰平の母。69歳。腰こそ曲がっているものの、元気で働き者。年の割に歯が丈夫で、孫のけさ吉から「鬼の歯を33本揃えた」などと揶揄されている。普段は穏やかな性格だが、村の厳しい掟である『楢山参り』を自ら望む芯の強さも持つ。さらに老いても健康な歯を食糧不足の村での「恥」と受け止め、石を打ちつけ故意に折っている。川でヤマベを捕るのが得意で、自分だけの穴場を知っている。
自ら進んで楢山へ行こうと考える理由に、30年前に旦那を殺めたことへの罪の意識があることがのちに告白される。

### 辰平の家族
けさ吉
演 - 倉崎青児
辰平の長男坊。お調子者で、家の仕事は手伝うが勝手気ままに過ごしている。無計画であり、自己中心的で女にだらしない。日常的におりんや利助をばかにする。歌が好きで、地元の民謡「楢山節」を名調子で歌い上げる。
とめ吉
演 - 嶋守薫
辰平の次男。今でいう小学生程度の子ども。わんぱくな性格で自分より二回りほど年上の利助にもちょっかいを出す。しかし、いずれ「ヤッコ」として飼い殺しにされる運命を利助に指摘されてかんしゃくを起こすなどしている。
利助
演 - 左とん平
辰平の弟。35歳。ヤッコ（家の下人）として雑用を担当する以外に、農耕馬『はるまつ』の世話もする。口臭がひどく、周りから『くされ』という蔑称で呼ばれる。しかし、本人も気にしており山の神様に手を合わせて治癒を祈っている。童貞であり、満たされない性欲に日夜悶々としている。
玉やん
演 - あき竹城
辰平の後妻。37歳。垢抜けた性格で真面目で非常に気立てがよく働き者。おりんともすぐに打ち解けて嫁姑の仲も良好。生まれ育ちは他村だが、厳しい村のしきたりも理解したうえで粛々とそれらに従う。作中ではおりんにより「ちっとでかくて不細工だけどいい嫁だ」などとオリジナルの歌で評されている。
松やん
演 - 高田順子
近隣の農家「雨屋」の年頃の娘。恋人であるけさ吉との子を妊娠したことを機に、辰平の家で暮らし始める。実家の家族思いで悪人ではないが、辰平の家の食べ物を無断で実家に持って行ったり、食べ物に関して意地汚いところがある。顔の右側にアザがある。
杉やん
演 - 岩崎聡子
けさ吉の後妻。若い娘。松やんがいなくなった後、けさ吉たちと一緒に暮らし始める。
利平
辰平の父。作中では30年前(辰平が15歳のころ)に失踪している。おりんによると利平の母親が『楢山参り』をする年になり、利平が山へ連れて行く役目に耐え切れず失踪したのではと言われている。また、失踪したことで村の恥さらしのような存在になったとのこと。

### 松やんの実家の家族
雨屋
演 - 横山あきお
雨屋は屋号。この家の者が山で双頭の蛇を見つけて殺したところ、それ以来、家人が山に入るたびに雨が降るという言い伝えにちなむ。雨屋の主人は女房と見境なく子どもをもうけたため、食い扶持に悩んで食料の窃盗を繰り返した。結果、発覚して「楢山さんに謝る」（詳しくは後述「村のしきたりなど」）刑罰を受ける。先代の主人も窃盗が発覚して楢山さんに謝っており、村人から泥棒の血統と見なされ一家全員が生き埋めとなり根絶やしにされる。
雨屋の女房
演 - 志村幸江
子ども思いの母。自分の分まで子どもたちに食べ物を分ける。障害の有無は不明だが、声は出せるが言葉を話さない。
雨屋の長男
演 - 岡本正巳
松やんと自身を含めて6人の弟妹がいる家庭の長男。村人総出の制裁を受けた雨屋が食料に事欠いてた折、松やんがおりんから芋を施される。その芋を大喜びで食べていた最中、長男はじめ雨屋一族は村人の急襲によって全員生き埋めにされる。

### おかねの家族
おかね
演 - 清川虹子
病気（病名は不明）のため、床に伏しており自他共に死が近いと思われている。しかし、『しらはぎ様』（白米）を食べた途端、村人も驚きの回復を見せる。
欣やん
演 - 江藤漢
おかねの家の長男。母の死を予感し、利助に樽型の棺桶を作るように依頼する（棺桶を作る担当は各家の持ち回り）。
仁作
演 - 常田富士男
欣やんの弟。もう長くないと思っていたおかねが奇跡的な回復をしたため驚く。

### 忠やんの家族
銭屋の忠やん
演 - 深水三章
銭屋は屋号。越後から持ち帰った天保通宝が家にあることから。
荒い性格で、実父である又やんが家の食糧に手を付けるため、縄で縛りあげて監禁する。
銭屋の又やん
演 - 辰巳柳太郎
70歳。忠やんの父。手癖が悪く「家で飼っている鶏を勝手に食べようとした」とのこと。
おりんと同じくこの冬に『楢山参り』をする予定だが恐怖から受け入れようとしない。

### おえいの家族
おえい
演 - 倍賞美津子
シロと名付けた白い犬を飼う女性。父爺の遺言で、村のヤッコたちに一晩ずつ性交渉することを約束する。
父が亡くなった後に行動に移すものの、「くされ」の利助のみは拒む。
新屋敷（あらやしき）の父爺
演 - ケーシー高峰
おえいの父。重病で余命いくばくもない。死の床で先代の父親が家の娘に夜這いをしかけたヤッコを殺した顛末を語り、殺されたヤッコの祟りで新屋敷の家が不幸になったと訴える。罪滅ぼしとして村のヤッコたちと一晩ずつ性交渉を行うよう、おえいに遺言する。

### その他の主な村人
勝造（かつぞう）
演 - 小沢昭一
おえいが相手をしたヤッコ。中年になって初めて訪れた女性との交わりに狂喜し、おえいの股間に向けて柏手を打って拝む。
常（つね）
演 - 小林稔侍
村に住むヤッコの一人。間引いた男児を辰平の家の田に遺棄したため、辰平らから抗議される。
塩屋
演 - 三木のり平
行商人。女児の身売りを手掛け、周辺の村々を行き来している。他所の村人に頼まれて辰平に後妻との縁談話を持ってくる。おりんに「ここに来る前に先ほど西の山で辰平を見かけた」と告げる。
照やん
演 - 殿山泰司
村のリーダー的存在。村祭りや、雨屋一家への制裁を差配する。さらに『楢山参り』赴くおりんと辰平に、数人の村の代表者たちを集めて会合を開いて取り仕切り、作法を説明する。
焼松
演 - 樋浦勉
焼松は屋号。家の裏手に落雷で焼けて枯れた松の大木があることから。
村の代表者の一人で、『楢山参り』に行く前のおりんと辰平に村から楢山の年寄りを置いてくる場所までの道順を説明する。

## 村のしきたりなど
舞台となる村は気候や耕地に恵まれず、住人はわずかな農作物や狩りで細々と暮らす。しきたりの大半は、過酷な環境の中でいかに食料を確保し、家を継いでいくかに従ったものである。

### 楢山参り
- 作中の村の住人が70歳ぐらいになると『楢山参り』をする決まりがある。これは年寄りをその家の長男などが背負子(しょいこ)を用いて一人で担いで連れて行き楢山に置いてくるというもの。
- 『楢山参り』には以下の決まりがある。
  - 山へ入ったら年寄りは、一言も声を発してはいけない。
  - 出発時はひそかに家を出る。誰にも見られてはならない。
  - 背負う者は年寄りを下ろして帰宅する折、振り向いてはならない。

### 跡継ぎなど
- 生まれた子供が男児の場合、長男であれば跡継ぎとして大事にされる。女児は人身売買で金に替えられるため重宝される。長男以外の男児は食い扶持が増えるだけであり、家庭の状況により働き手として育てるか、間引くという処置が取られる。
- 各家庭においては長男が一番偉く、弟たちは長男に逆らえない。跡継ぎ以外の男児は結婚して子孫を残すことも許されず、奴（ヤッコ・家の雑用係）として一生を終える。

### 食べ物の盗みについて
窃盗、とくに他家の食料を盗んだことが発覚すれば「楢山さんに謝らせる」という制裁を受ける。これは村人総出で犯人の家に押し入り、家財を打ち壊して住民全てを殺害、発見した食料を村人全員で山分けする。貧しい村人にとっては、臨時で食料確保ができる一種のイベントとなっている。

## スタッフ
- 監督　今村昌平
- 原作　深沢七郎
- 脚本　今村昌平
- 撮影　栃沢正夫
- 照明　岩木保夫
- 音楽　池辺晋一郎
- 録音　紅谷愃一
- 編集　岡安肇
- 美術　芳野尹孝
- スチール　石黒健治
- 助監督　武重邦夫、池端俊策、月野木隆
- 製作　友田二郎
- 企画　日下部五朗

## 製作

### 企画
今村昌平は当時の岡田茂東映社長に「死ぬまでにどうしてもやりたい企画が三本ある」と話し、『楢山節考』『黒い雨』『村岡伊平治（女衒 ZEGEN）』の3本を挙げたところ、「3本ともうちでやりましょう」と受諾を得たと述べている。今村の話には後述する東映プロデューサー・日下部五朗は登場しないが、日下部は著書や連載、最新の東映の社史などにおいて今村とは食い違う証言を述べている。日下部は『AVジャーナル』1993年10月号のインタビューにて、「岡田から『楢山節考』をやれと言われた際、当たると思えなかった」と述べている。
日下部によれば、今村監督と仕事がしたいと最初は自身の企画を用意したが、テレビドラマに先を越されたため、今村に「何かやりたいものはあるか」と尋ねると、今村から『楢山節考』『黒い雨』『村岡伊平治（女衒 ZEGEN）』の3本のプロットが送られてきた。うち『黒い雨』は大手映画会社でこの手の暗い話は不可能、『村岡伊平治』は東南アジアが舞台なため予算がかかり過ぎると判断。『楢山節考』は寒村を用意するのみで、予算はさほどかからないと考えた。『楢山節考』の企画を通すべく、岡田へ映画化したい旨を執拗に交渉。岡田が製作を認めなかった1979年『復讐するは我にあり』が、今村監督で松竹から映画化され高い評価を得たため、今村監督製作予定の『楢山節考』に岡田は難色を示していた。ところが日下部が「題は同じでも中身が違う。にっかつロマンポルノ10本分くらいの濡れ場がある」と吹聴し、岡田は一転ゴーサインを出したという。東映は岡田社長があらゆる企画に干渉し、意に沿わない企画はすべて却下、岡田が了解しなければ映画化には至らなかった。岡田は『映画ジャーナル』1982年2月号のインタビューで『楢山節考』を"異色の芸術ポルノ"と表現し、吉本隆明は『楢山節考』をポルノ映画と論じている。製作がマスメディアに伝えられたのは1981年晩秋で、このときは今村昌平監督で『東北の神武たち』の映画化と報じられた。

### 脚本
今村は日活の助監督時代に深沢七郎の原作を読んだ。「原作を最初に読んだのは私じゃないでしょうか。『中央公論」に発表になる前から評判が高かったですからね。生意気にも、これはおれの世界だ!と思ったんですね」と語った。とはいえ映画化のすべはなく、木下惠介が製作すると聞いたときは悔しかったという。木下組の松竹助監督から、「烏を集めるのが大変だ、烏をセットに放したりして本当に辛い」などと聞き「なんで山村の話なのにオールセットで撮るんだろう」と疑問を抱いた。1958年『楢山節考』封切り初日に観覧すると、ナレーションに義太夫を使い、抽象化した手法に驚いた。しかし「まだリアリズムで撮る手は残っているな」と思い「いつかオール・ロケで撮りたい」と願った。以降、映画化を執拗に狙い続け、ようやく実現した。
しかし実際にシナリオに着手すると木下が抽象化して描いたことが全く卓見だったと思い知らされる。深沢の原作には今村が小説の奥に読み取っていた、農村のセックスや労働など、具体的な記述が何もない。抽象化されたエッセンスのみ。いくつかの歌で、ごく婉曲に生活を描くだけの"節考"であった。そこでもう一つの深沢作品である『東北の神武たち』の導入を着想する。同作は、一生結婚できず農奴のように働き続ける、東北における農村の二男・三男によるセックスと生活を描いたもの。この二男、三男を神武およびヤッコと呼んだ。片方は信州で、片方は東北、違和感を懸念し深沢に電話すると、当初「それはどうかね」と指摘されたが「まあ、そりゃ君の腕だから」との言葉をもらった。
助監督としてクレジットされた池端俊策は「今村が書いた脚本の初稿は、スピード感はあるけど荒っぽく、それは今村さんも認めて、これを映像化できるように書き直してくれといわれ二稿目を自分が書いた。動物は初稿からたくさん出てきて、自然と人間が共生している感じがいいですね、もっと動物増やしましょうかと言ったら、今村さんがいいよって言った。三稿目を今村さんが書いた後、自分が直しを頼まれた後はウヤムヤになり決定稿になった」と語っている。池端はその後、動物係兼助監督を任命され、東北にて鷹匠との交渉や本読みなどに参加するも、一年半後には体調悪化により降板。現場にいたとき、NHKの連続ドラマ『ドラマ人間模様』の脚本オファーが舞い込み、緒形に出演交渉し1984年『羽田浦地図』として放映された。今村から「テレビの仕事してもいいからダビングとラッシュは見に来いと言われ、そこで色々意見をした」と述べている。　

### キャスティング

#### 今村が惚れ込んだ緒形拳
今村は元来キャストをイメージせずシナリオを執筆するが、本作に限っては長男を緒形拳と想定していたという。『復讐するは我にあり』で初対面した日に2時間ほど話した夜は、興奮のあまり眠れないほど惚れこんでしまったという。「どれだけ緒形が多忙でも長男役は彼しか考えられない」と今村が熱望し、仕事の掛け持ちを考慮した上での起用となった。全ての出演俳優が合宿を要するような僻村であり、本来なら他の仕事を掛け持ちできる状況ではなかった。そんななか、緒形は1982年のNHK大河ドラマ『峠の群像』の主演のため、一週間のうち3日間を東京、金曜日に村を訪れ月曜日に東京へ戻るというスケジュールで計52回現場を往復した。今村作品において主演者の掛け持ちは異例であり、NHK側は今村に配慮し苦言を呈さなかったという。

#### 難航したおりん役
当初おりん役には杉村春子にオファーしている。「もう少し年をとったらやってみたい」と難色を示され「いや、今でも充分ですよ」と交渉するも断られた。次に清川虹子が名乗りを上げたが重すぎるとして却下。これと前後して今村が高峰秀子に電話でオファーを試みたが断られている。最終的に元新国劇の当時72歳だった二葉早苗に白羽の矢が立つ。ところが1982年5月から6月にかけ18シーンを撮り終えたところで二葉が倒れてしまう。イメージどおりだった二葉の回復を待ったが、肌寒くなる時期の撮影に鑑みたことと、腰を痛めていた緒形の「軽い人にしてくれ」という要望により、7月に坂本スミ子への交代を決定。坂本とは『エロ事師たち』以来16年ぶりの顔合わせとなった。当時45歳の坂本は息子役である緒形拳との年齢差が1歳だった。実年齢を30歳近くも上回る老女を演じるにあたり、1ヵ月で10kgの減量（54kgから43kg）や、ハリウッド直輸入のメーキャップを施し、今村の指示で東京・青山の歯科医院にて前歯を4本削り、歯のない役作りをした。その後、インプラント処理をしている。

### 撮影

#### ロケ地選び
長野県小谷村の廃村をベースにオール・ロケを敢行。当地は北アルプスの麓に位置する日本有数の豪雪地帯で、大糸線南小谷駅からおよそ4キロ。車が通行できない山道をおよそ2時間、あちこちに「クマが出没」の看板が立つ、峠を二つ越した真木集落（小谷村千国・真木地区）がロケ現場であった。ロケ地選定のためシナリオ作成と並行してロケハンが行われ、1981年2月から今村らスタッフは、富山県、新潟県、群馬県、福島県などを歩きまわった。1981年4月にロケ決定地の航空写真を手に入れ、天眼鏡で見るとイメージどおりの12軒の農家が写っていた。雪が消えるのを待ち、当地を訪れると桃源郷のようでありロケ地に決定。ロケ地交渉の際、小谷村住民から「うちは姥捨ての風習はないから、（公開後に観客から実際に姥捨てがあった村だと）誤解されると困る」と難色を示された。しかし、地名を明かさないことを条件に何とか撮影許可が降りた（その後上述したロケ地が明かされた）。電気が通っておらず、東映製作部が中部電力に日参して特例でケーブルを引いている。また美術部が荒れ果てた農家を修復し、撮影におけるセット兼スタッフ・キャストの宿泊所とした。そのほか、姥捨てのシーンは新潟県糸魚川市でロケを行っている。

#### 作中の村作りや撮影時の生活
クランクインは1981年12月3日。撮影は本作の終盤である、緒形演じる辰平が姥捨てを終えて楢山から一人で村に帰るシーンから始まった。本作の現場は苛酷であった。現地に田や畑を作ったほか、撮影期間中の炊事、小道具の現地調達、撮影に必要な動物の飼育、冬には除雪などを皆でこなしながら、1年数ヶ月にわたりスタッフ、キャストが寝食をともにしている。リアリズムの徹底から、農耕班が組織され、劇中に必要な田畑を開墾して作物を育てた。「この村は貧しい村です。土地も痩せています。したがって作物もやっと育ったという位にして下さい」という今村の指示に従い、化学肥料を使わず、枯れない程度に肥やしを与えながら、全体的に小粒で色づきの悪い作物や稲を育てた。日下部は「今村が校長を務める映画学校の学生たちを日給300円くらいでこき使いながら、足かけ三年山に籠った。現場の食事のあまりの粗食ぶりに、あれでは若い連中が可哀そうだと何度も京都一の肉屋から牛肉を買い込んでは陣中見舞いに行った」と述懐している。何が行われても外部に漏れる心配がない所で、業界で本番シーンが撮影されるのではという噂が流れた。緒形は当時中高生だった二人の息子・緒形幹太、緒形直人の夏休みに合わせ、三週間現地に同行させて裏方の雑務を手伝わせた（詳しくは後述）。

#### 本作で登場する生き物
春夏秋冬を通じた生き物の営みは、重要な位置を占めると考え、助監督が調達に日本全国を走り回った。購入できない生き物は捕獲し、撮影日まで生かしておく必要があるため、野生動物を飼育した。さらに野生動物に演技をさせる。素人では演技させられない鷹は秋田から鷹匠と共に現場に招いた。冒頭における冬眠中のヘビをネズミが食うシーンは、ヘビを冷蔵庫に入れて冬眠させ、バターを塗って、数日餌を与えていないネズミにかじらせた。再三映し出される生き物たちの映像は自然への畏敬と共生を示唆する。吉本隆明は「ふんだんに画面に生き物を画面にうろちょろさせる。食いものがなくて、母親を捨てにいかねばならないような貧困な村なら、なぜ取って喰って飢えを充たさないのだ」と評している。ラストの竜巻のようにむくむくと鳥の大群が盛り上がるシーンは、運よく大群が生息する場所を発見しても、カメラと人が近づくと逃げてしまうと判断し、いったん捕獲して一斉に放つという結論に達した。スタッフは半年前から東京の新宿御苑や明治神宮など、捕獲可能な場所でからすを集め、飼育を始めた。今村は「できれば1000羽、少なくとも5～600羽は欲しい」と要求。しかしこのシーンは「ほとんど失敗すると思います」と話した。村に輸送したからす（詳細な数は不明）を飼育して一時は600羽程度まで増えたが、檻の中で共食いが起き撮影日には300羽になっていた。やむなく学生総出で近辺の鳩を捕らえ黒で着色した。撮影では曇天を一週間待ち、一発勝負のなか口を縛ったからすを一斉に飛ばし合成映像を使用せず撮影は成功。カット後は待機させていた猟師がすべて射殺している。

#### シーンごとの撮影の様子
今村は濡れ場の撮影を好み、本作におけるけさ吉と松やんのシーンでは「もっと腰を振れ！」と熱のこもった演技指導をした。同役を演じた倉崎と高田順子は「頑張ろうね」と互いに声を掛け合い、濡れ場ながら明るい気持ちで撮影に臨んだという。また、辰平と玉やんの濡れ場は、演者である緒形とあき竹城の役者としての力量や人生経験が醸し出す上記の2人を凌ぐ生々しいシーンとなった。同シーンの撮影直後、あきは「えがっだー（良かった）！」と声を張り上げて現場を和ませた。松やんの実家・雨屋の一家を生き埋めにするシーンでは、今村がワンカットでの撮影にこだわった。そのため事前に穴の下に横穴を作り、撮影では落とされた雨屋一家の俳優陣をそこから逃げられるようにした。およそ2分半で大穴を塞がねばならず土を一気に落とす仕掛けを使い、他の村人役の出演者たちも周りの土を必死にかき集めて大穴を埋めた。
クライマックスの姥捨てシーンは、人骨を完全体で35体そろえ、獣骨もトラック一杯分を集めた。本作のクランクイン前、緒形は当時中学生の息子・直人の体重が40kg程度だと知る。そこで、購入したアウトドア用の背負子に直人を乗せ、数日間自宅前の坂道を何度も昇降したりスクワットするなどして、おりんを楢山に運ぶシーンの下準備に励んだ。そのほか、緒形が坂本を背負って歩くお山いきのシーンでは、糸魚川上流の200メートルを超える崖の上の狭い尾根にスタッフで道を作り撮影した。今村の意向で撮影場所となったが、カメラのフレームでは崖の高さや険しさが表現できなかった。助監督の武重邦夫が「あまり効果がないし、もし緒形さんが落ちて死んだら今村プロは潰れますよ」と進言すると、今村は「そうだな」と納得したかにみえたが、翌日「やっぱりあそこでやる」と発言。距離は10メートルほどで、緒形と坂本が決死の覚悟でこのシーンを演じ、無事終了したと思い抱擁しあっていたら、今村は「もう一回」と再び撮影を促した。編集した映像には危険を冒してまで撮影した迫力はなかったという。東京で本読みから立稽古と、舞台なみの準備をした後、現地でもまた入念なリハーサルが繰り返された。　
当初の予定では1983年6月の公開だった。1982年春に撮影した二葉早苗のシーンは、坂本スミ子交代後も1983年春に余裕をもって撮り直しできると計画していた。だが1983年5月開催のカンヌ国際映画祭に本作の出品が決定し、公開日が急遽4月29日となる。東映側への納入も4月9日と前倒しされ製作現場は窮地に立たされた。1983年3月には撮影および編集・ダビング作業が終了し、2分間程度の春のシーンをはめ込むだけだったが、同年冬の小谷村は豪雪であり、ロケ現場は3月中旬にもかかわらず高さ1.5m以上の雪が解ける気配がなかった。納入期限が迫るなか除雪機だけではまかなえず、人力も用いて2週間近く過酷な除雪作業を行う。結果的に期限間近の4月6日に全撮影を終了させ事なきを得た。

### 製作費
日下部によれば、東映1億円、今村プロ5000万円、のちに東映から2000万円追加となり、計1億7000万円だという。垣井道弘の著書では、東映：今村プロが2：1の割合で、東映2億6000万円、今村プロ1億3000万円（どちらも推定）の計3億9000万円と記載している。岡田は「もし東映京都撮影所の自主作品だったら、製作費は倍といわないまでも、かなり割高になる」、今村に「君ほどの男が仕事をするんだからリスクをお互いしょってやらなければダメだ。その代わり、儲かった時にはこちらも堂々と儲けを渡すと言ったら、今村は分かったと言った」と語っている。

## 逸話
- 上述した緒形拳の息子である幹太・直人は「やることないなら撮影現場に来ないか？」と父に誘われ、父のポケットマネーによるバイト代にも惹かれ現地を訪れた[22]。直人にとって初となる映画の現場で、幹太と共に機材運びなどの雑用や[39]、撮影で使用するヘビやフクロウ、馬へのえさやりを担当した[22]。幹太と直人の小谷村での初日の夜、蛇口から茶色の水しか出ない風呂を見て、2人は「病気になる」と恐れ湯につからなかった。それをみた緒形は「映画っていうのはこうやって創るんだ」とさとし、以後映画作りを肌で感じながら風呂につかった[32][注 3]。それまで緒形の出演作は子どもにとってハードな内容のものが多かったため、本作は直人が初めて観る父の作品となった[22]。本作での今村組の経験をきっかけに、直人はその後俳優を目指すようになる[22]。また、このときの今村組の熱量が忘れられず、再び参加を願ったが叶わなかった。2000年の『郡上一揆』でようやく匹敵する熱量の現場に参加でき「今村組の良さも振り返れば手作りの良さだったんだな、映画は本来こういうものなのか」と感じたという[39]。

- 緒形拳は、撮影時でのインタビューにて「僕は映画（本作）に入るのが遅かったですけど、こういう映画作りに間に合って、本当に良かったと思います。こんな作り方、もう最後でしょうね」と話した[2]。のちに「『楢山節考』では僕は演技というものをほとんどしなかった。苦労した母へのレクイエムみたいなものが凝縮され、涙も自然に出てきました」と話した[24]。

- 第36回カンヌ国際映画祭では、大島渚監督の『戦場のメリークリスマス』がパルム・ドール最有力とされ[40][41][42]、製作の松竹は大島、奥山融副社長ら総勢20名以上がファーストクラスの飛行機でカンヌ入りした[42][43][44][45]。主要キャスト・スタッフで現地入りしなかったのはビートたけしくらいで[46]、この陣容からしてグランプリムードだった[46]。また『戦場のメリークリスマス』の製作にテレビ朝日が関与していたため[16]、日本国内でも同作を連日取り上げた[16]。テレビ朝日は受賞特番を組んでいたほど[40]。『戦場のメリークリスマス』の映画会社は前評判の高まりで受賞は確実と踏み[42]、新聞広告のスペースを買い占めていた[40]。

- 『楢山節考』は『戦場のメリークリスマス』とともにカンヌ映画祭に出品されたが、まったく期待されず、東映関係者は誰もカンヌへ行こうとしなかった。今村は「カンヌがどれほどの映画祭か知らなかった」[33]、「出品すると聞いて『東映め余計なことをしやがって』と思った」[47]、「外国で理解されるとは思ってなかった」[47]、「後輩の大島監督が受賞するのに何でわざわざ行かなきゃならんの」と発言している[43][44]。プロデューサーの日下部が「どうしてもカンヌに行きたい」と主張すると、岡田社長は「恥をかくのは日下部一人で充分」と言ったという[43][44]。宣伝や営業も含め付いてくる者がおらず、主演女優の坂本スミ子とエコノミークラスでカンヌ入りし、現地で東映国際部と合流した[11]。坂本スミ子は、「カンヌに行くくらいのお金は出してよ」と岡田に頼み旅費を工面してもらっている。坂本は「カンヌは私一人で行った」「その頃のカンヌ国際映画祭はレッドカーペットもありませんし、派手な衣装を着た女優さんもいなかった。今と違って地味なフランスの映画祭だったんです」と語っている[27]。大島サイドは、三宅一生デザインの目立つジャンパーを制作し、チームが着用したうえでカンヌの砂浜や[42]、郊外の城を借り切り、火の付いた松明を並べ大規模なパーティを実施するなど派手な宣伝合戦を展開した[11][42][46]。『戦場のメリークリスマス』は、国際的にも知名度のある大島やデヴィッド・ボウイを擁して注目度は極めて高かったが『楢山節考』がパルム・ドールを受賞した[42][43][46]。岡田社長・今村監督ともにカンヌにはいないため、世界中の映画人とプレスが日下部の元へ殺到。「あなたの映画が受賞したんですね、おめでとう」「そう、あれ、おれの映画なんです」と日下部はプロデューサーとして最高の一夜を満喫した[43]。そのころ、日本にいた今村は大島が獲るものだと思い込み、大好きな麻雀に興じていた[22][42]。大島はカンヌの砂浜で賞の知らせが今に来るだろうと待ってたという[42]。倉崎青児によると、受賞直後に出演者とスタッフたちで新宿のスナックで打ち上げし、全員が5万円の御祝儀をもらったという[22]（参加者や誰からの祝儀かは不明）。岡田社長はこの年、カンヌ映画祭の会期中に当地で開催された国際映画製作者連盟の総会にて、副会長就任要請の打診があり[48]、また通産省（現・経済産業省）から、国際映画祭（東京国際映画祭）の創設に関する提案があったという[49][50]。そのため、欠席予定を変更して視察を兼ね、『楢山節考』とは別件でカンヌ入りしていた[42]。

- 1983年5月19日、カンヌ国際映画祭最終日であるパルム・ドール授賞式では、日下部が当時16歳のソフィー・マルソーにエスコートされ、坂本スミ子とともにオーソン・ウェルズとソフィア・ローレンから賞を授与された[27][46][51]。坂本はフランスの新聞に"日本のエディット・ピアフ"と紹介され、ディスコで朝まで踊り歌い、こちらも生涯最良の日を迎える[43][46]。しかし帰りの飛行機で"戦メリ組"と鉢合わせチケットが取れず、行きと同じエコノミークラス。成田空港では意気揚々と凱旋した今村と坂本に大挙報道陣が殺到したが、質問は坂本の大麻容疑に関するものばかり[40][46]。大麻と知らず知人に譲り渡したという容疑で書類送検されたのは事実だったが[40]、1ヵ月前に収拾した事件を恨みから誰かがリークしたと噂された[40]。同件への追及は過熱し、受賞パーティなどへ坂本が出席すると、今村ら他の出演者は蚊帳の外で、大麻騒動の質問が坂本へ殺到した[47]。その巻き添えとなり『楢山節考』という映画はテレビ画面からかき消された[16][40]。

- 今村は1983年の第34回NHK紅白歌合戦審査員のオファーを断り、歳末の府中刑務所の囚人のど自慢大会における審査員を担った[52]。熱心に刑務所の慰問を続けていた木暮実千代と旧知の保護司から依頼されたもので、このとき聞いた実話を1997年『うなぎ』にて使用している[52]。

- 1986年、今村の設立した横浜放送映画専門学院が横浜スカイビルの再開発により新百合ヶ丘に移転したが、この建設におよそ4億5000万円を要した[53]。日活や東映のほか、フジテレビなど放送界の寄付のみでは足りず。飛鳥田一雄の伝手で小田急電鉄に協力を仰ぎ、土地の購入金額が下がったという。それでも不足した1億5000万円は、今村が『楢山節考』の利益で全額工面した[53]。同校の校舎はこの1億5000万円で建てられた[53]。学校は存続となったが、借金に苦しむ今村プロの社員は恨めしく思ったという。

## 評価

### 評
第36回カンヌ国際映画祭パルム・ドール受賞直後の『楢山節考』評は以下の通り。
- カンヌの上映会場にてフランス人と共に『楢山節考』を鑑賞した高野悦子は、同作の逆転グランプリについて「大島さんはいい作品で当然、今村さんは新しい人だから、フランス人にはショッキングな発見だったんでしょう。『楢山節考』にはセックスシーンがたくさん出てきますが、それが実にいいんです。セックスシーンがとってもおかしくてみんな笑うんです。でもそれがだんだんしんみりしてくるんです。左とん平さんが清川虹子さんとやるところなんか、もうみんな感動してました」と評した[46]。また海外で顔の広い川喜多かしこは「"戦メリ"は何ヶ国かの資金で製作され多国籍映画だけれど、『楢山節考』は日本プロパーの映画であることをお忘れなく」とアピールしている[43]。1983年5月15日、『楢山節考』上映後に割れるような拍手が起き[54]、以降は共産党系の『リュマニテ』から、右派の『フィガロ』、『ル・パリジャン』、『リベラシオン』まで、フランスのマスメディアの多くが称賛。突如ダークホースと評価が上がった[46][54][55]。ロベール・ブレッソン監督の『ラルジャン』とアンドレイ・タルコフスキー監督の『ノスタルジア』が有力との声もあったが[56][57]、最終的には『楢山節考』『戦場のメリークリスマス』の争いといわれた[54][55]。日本人監督が賞を争うのは初となった[54][58][注 4]。大島サイドの派手な行動が反感を買ったため[46]、欠席した今村に対して批判の声は上がらず「精神の自立のあらわれ」などと評された[46]。監督不参加のグランプリは史上初となる[11]。

### その他の評
- 原作者の深沢七郎は試写を見て「よかったね。ありゃ前衛だよ。映画ってもんに対する考え方があれ一本で変わっちゃったね。オレはなにしろ、埼玉来て映画見たのは『エルビス・オン・ステージ』1回きり。映画ってのは消費的なもんだと思っていたから(笑)。でも今度のはビックリした。脱帽だよ。緒形拳もよかったね。ベッドシーンは見ものだった。あき竹城とベッコンベッコンやるところ(笑)。ベッドシーンやる緒形拳は初めて見たよ」などと評した[59]。
- 第7回日本アカデミー賞にて最優秀作品賞、最優秀主演男優賞、最優秀録音賞受賞[60]。

## 興行成績
グランプリおよび大麻騒動での注目もあり『楢山節考』『戦場のメリークリスマス』ともに大ヒットを記録。『楢山節考』は1983年4月29日から東映系全国140館で公開。受賞から一夜明けた5月20日から全国的に大入りの盛況となった。公開当初は5、6億円の配収ペースだったがマスメディアの大々的な取り上げにより、10億5000万円を記録した。カンヌでは各国のバイヤーから250万ドル近い引き合いがあったとされ、テレビ放映権は1億3000万円で売却、ビデオなども含め総額20億円程度の売上になった。今村はこの利益を映画学校の経営立て直しに充てたという。